# Marijke van Egten
Marijke van Egten (Dieren, 1958) is een Nederlands voormalig televisieproducent.

## Levensloop

### Opleiding
Van Egten werd geboren in Dieren en ging naar de Prins Bernhard mulo en kort daarna naar de Mavo in Hengelo. Hierna ging ze naar de Het Rhedens Lyceum in Rozendaal en vervolgens naar de pabo in Hengelo.

### Loopbaan
Van Egten begon in 1984 als producent van de musical Ik Jan Cremer. Hierna ging ze werken bij de VARA waar ze onder meer de tv series Hollandse Nieuwe, Zeg 'ns Aa, Seth & Fiona, Voor altijd kerst en Twee voor Twaalf produceerde. Van 1991 tot 1994 werkte ze samen met Henk Westbroek, Majel Lustenhouwer en Eric Blom mee aan het succesvolle tv-programma Kinderen voor Kinderen. Ook produceerde ze hiervoor het jaarlijkse Korenfestival dat werd gepresenteerd door Jan Douwe Kroeske en Bart Peeters. Ook werkte ze mee aan een documentaire van The Beatles. Midden jaren negentig stapte ze over naar Endemol, hier produceerde ze de tv-programma's Rad van Fortuin, Wedden, dat..? en de Soundmixshow. Hierna ging ze werken bij Ivo Niehe als uitvoerend producent. Begin jaren nul werkte ze vijf jaar als uitvoerend producent bij "Dullaert & Dumas TV & Film Productions" en daarna voor een jaar bij SNP Media. Hierna ging ze werken bij 24Kitchen waar ze diverse kookprogramma's van Rudolph van Veen produceerde. Vervolgens werkte ze nog een jaar bij het mediabedrijf Zodiak Nederland waar ze tv-programma's als Cold Case, Dader gezocht, Misbruikt, Het Beste Brein, Eerste Hulp bij Ongevallen produceerde. In 2017 stopte ze met haar werk voor de televisie. Sindsdien is ze werkzaam als leerkracht. Eerst op de basisschool "De Dubbeldekker" en sinds 2024 op de "Lelyschool", beide in Hilversum.